# 화수중학교
화수중학교는 대한민국 경기도 고양시 화정동에 있는 중학교이다.

## 학교 연혁
- 1995년 9월 1일 : 초대 송기준 교장 취임
- 1995년 9월 4일 : 4학급 인가
- 1996년 3월 6일 : 17학급 인가
- 2018년 9월 1일 : 제8대 부동액 교장 취임
- 2021년 1월 11일 : 제26회 졸업식 302명 (총 누계 11,062명)
- 2021년 3월 1일 : 28(2)학급 편성

## 참고 자료
- 화수중학교 - 한국교육학술정보원 학교알리미